# Belle-et-Houllefort
Belle-et-Houllefort é uma comuna francesa na região administrativa de Altos da França, no departamento de Pas-de-Calais. Estende-se por uma área de 9,14 km². Em 2010 a comuna tinha 580 habitantes (densidade: 63,5 hab./km²).